# Giulia Adamo
Giulia Adamo (Marsala, 18 maggio 1949) è una politica italiana.

## Biografia
Insegnante e dirigente scolastico, nel 1993 è stata assessore alla pubblica istruzione nella giunta comunale di centro sinistra di Marsala, guidata dall'ex arbitro di serie A Salvatore Lombardo, come esponente del Comitato Civico per ricostruire Marsala.
È stata eletta per due volte presidente della Provincia di Trapani nei turni elettorali del 1998 e del 2003 (elezioni del 25 maggio), raccogliendo il 52,7% dei voti in rappresentanza, senza tessere di partito, di un progetto liberale per la rinascita del territorio. Aderisce a Forza Italia due anni più tardi.
Era appoggiata, in Consiglio provinciale, da una maggioranza costituita da UDC, Nuova Sicilia, Forza Italia, Nuovo PSI, Alleanza Nazionale, PRI e Patto per la Sicilia.
Il suo mandato amministrativo sarebbe dovuto scadere nel 2008, ma nel dicembre del 2005 ha rassegnato le proprie dimissioni per concorrere alle elezioni dell'Assemblea Regionale Siciliana nelle liste di Forza Italia. Nel gennaio del 2006 l'agrigentino Benito Infurnari è stato nominato commissario, e le nuove elezioni per il presidente della provincia e per il rinnovo del consiglio provinciale si sono tenute l'11 e 12 giugno 2006, che hanno visto la vittoria del candidato di centrodestra Antonio D'Alì.
Alle elezioni regionali del 29 maggio 2006 Giulia Adamo ottiene quasi 16.000 voti nel collegio di Trapani nella lista di Forza Italia e viene eletta deputata all'Assemblea regionale siciliana, dove diviene presidente della IV Commissione Ambiente e Territorio. In seguito alle elezioni anticipate del 2008 viene rieletta nel Popolo della Libertà con 13.000 voti, dopodiché, anche a causa della sua mancata nomina ad assessore regionale, si sospende dal suo partito.
Si avvicina alle posizioni del sottosegretario Gianfranco Micciché nel movimento che intende perseguire una politica di tutela degli interessi del territorio in aperto contrasto con la linea politica di PDL e Lega. Diviene Presidente del Gruppo "PdL Sicilia" all'ARS, composto dai finiani e da ex forzisti vicini a Micciché. Nel settembre 2010, in seguito allo scioglimento del gruppo "Sicilia", non segue Micciché nella costituzione del movimento Grande Sud.
Il 14 ottobre 2010 aderisce all'Unione di Centro di cui diviene presidente del gruppo all'Ars e coordinatrice per la provincia di Trapani insieme al Sindaco di Castelvetrano Gianni Pompeo. 
Nel 2011 diventa presidente regionale dell'UDC.
Il 21 maggio 2012 viene eletta sindaco di Marsala, dopo aver vinto il ballottaggio contro Salvatore Ombra. Al primo turno aveva ottenuto il 46,15% dei voti (18.065 preferenze) contro il 29,79% di Salvatore Ombra (11.663 preferenze). Al secondo turno ha ottenuto il 65,86% dei voti (21.275 preferenze) contro il 34,14% dei voti (11.027 preferenze) ottenute da Salvatore Ombra. 
Il 22 agosto 2012 si dimette da deputata regionale per incompatibilità con la carica di sindaco. La Giunta Adamo è appoggiata dall'UDC, dal PD, dalla Lista Crocetta e da altri movimenti civici.
Il 18 settembre 2013 si dimette dall'UDC. In seguito alla condanna in appello e alla interdizione per 18 mesi dai pubblici uffici, è sospesa dalla carica di sindaco il 19 luglio 2014, a far data dal 16. La Adamo si è poi dimessa il giorno 23.

## Procedimenti giudiziari
Il 30 giugno 2006 viene rinviata a giudizio per il reato di concussione per aver esercitato pressioni sulla dirigenza del Convitto per audiofonolesi di Marsala, per la sostituzione del rettore con una persona da lei indicata. Il 26 gennaio 2012 la Corte suprema di cassazione ha annullato la sentenza di assoluzione della Corte d'appello di Palermo, rinviandola nuovamente a giudizio.
Nel 2010 è stata condannata dalla Corte dei Conti al pagamento di 385.000 euro per consulenze affidate da presidente della provincia.
Il 14 gennaio 2014 viene indagata dalla Procura di Palermo per 500 000 euro di denaro pubblico utilizzati invece a fini personali, nell'ambito delle indagini sui deputati dell'ARS. 
Con sentenza del 16 luglio 2014 la Prima Sezione della Corte d'appello di Palermo condannò Giulia Adamo per tentata concussione a 2 anni e 10 mesi di reclusione e all'interdizione dei pubblici uffici per 5 anni. Inoltre in seguito alla condanna in appello è stata sospesa dalla carica di sindaco il 19 luglio 2014 per 18 mesi in applicazione alla legge Severino.
Il 6 maggio 2015 la Corte di Cassazione annulla la condanna a 2 anni e dieci mesi di reclusione inflitta a Giulia Adamo per tentata concussione il 16 luglio 2014. Il 16 novembre 2015 è stata assolta dall'accusa di oltraggio a pubblico ufficiale. Il procedimento penale scaturì in seguito ad una denuncia di un vigile urbano il quale segnalò che la Adamo - in concorso con il consigliere comunale Gregorio Saladino - avrebbe in un'occasione assunto nei suoi confronti atteggiamenti minacciosi (anche il consigliere fu assolto). La Adamo, indagata nell'ambito dell'inchiesta sulle spese all'Ars, è stata rinviata a giudizio per peculato dal GUP di Palermo Riccardo Ricciardi nel luglio 2016. Nel giugno 2017 la Cassazione conferma il proscioglimento da alcuni episodi di peculato, pertanto la sua posizione giudiziaria è da definire circa gli altri episodi di peculato.